# Alejandro Toledo

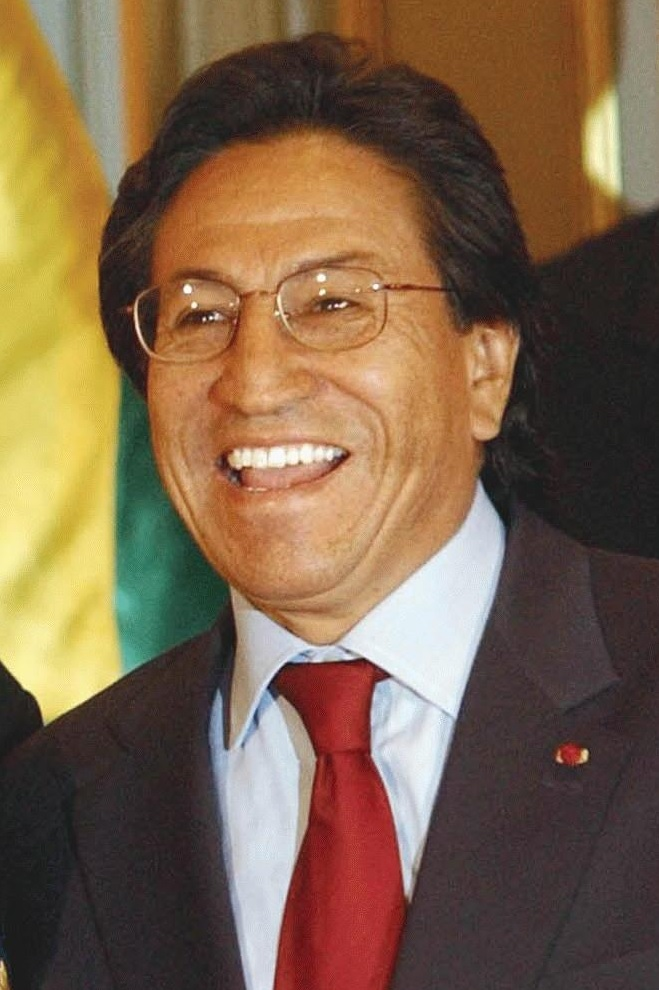
Alejandro Toledo

Alejandro Toledo, fullständigt namn Alejandro Celestino Toledo Manrique, född 28 mars 1946 i Cabana i Áncash, är en peruansk politiker och ekonom som var landets president från 28 juli 2001 till 28 juli 2006.
Alejandro Toledo tillhör det politiska partiet Peru Posible. Han har fått sin ekonomiutbildning i USA.
Toledo valdes efter att en övergångsregering under ledning av Valentin Paniagua hade haft makten under åtta månader, sedan den tidigare presidenten Alberto Fujimori år 2000 hade fråntagits ämbetet på grund av bristande moral (korruptionsskandal).

## Biografi
Toledo var femte barnet i en lantbrukarfamilj med blygsamma förhållanden. Toledo började studera i Chimbote vid en statlig lokal skola, G.U.E. San Pedro. Han visade sig ha litterär och journalistisk förmåga. Detta gav honom ett ettårs stipenium 1966 så han kunde fortsätta sina studier vid universitetet i San Francisco, USA. Toledo studerade ekonomi och tog studentexamen 1970 . Han själv försäkrar att han under den tiden fick ekonomisk förtjänst genom att idka halvprofessionell fotboll.
Senare licentierade han i ekonomi 1971 och 1972. 1976 tog han examen som filosofie doktor i ekonomi och mänskliga resurser vid Stanforduniversitetet. Efter detta blev han ekonomiprofessor vid Pacíficouniversitetet i Peru.
1979 gifte han sig med den belgiska antropologen Eliane Karp.
Före den politiska karriären arbetade Toledo för flera internationella organisationer, inkl FN, Världsbanken, Interamerikanska utvecklingsbanken, Internationella arbetarorganisationen ILO och för OECD, då han arbetade i New York, Washington, DC, Genève och Paris]. Han har varit lärare vid ESAN, Perus ledande handelsskola. Från 1991 till 1994, var han ansluten som forskare inom internationell utveckling vid Harvard Institute for International Development. Toledo var också gästprofessor vid Wasedas universitet i Tokyo och vid Japan Foundation.
Bland Toledos publicerade verk finns arbeten om ekonomisk tillväxt och strukturella reformer. Hans senaste book, "Las Cartas sobre la mesa" (sv. "Korten på bordet", ej översatt), beskriver hans politiska karriär vilken ledde honom till att grunda partiet Perú Posible (Det möjliga Peru).
Toledo trädde in i politiken som en oberoende kandidat för presidentposten (och fick 3 procent av elektorsrösterna) i 1995 års presidentval i vilket Fujimori till sist omvaldes. Han grundade Perú Posible 1999 och tillkännagav sin avsikt att ställa upp i presidentvalet år 2000. Trots en konstitutionell kontrovers om hans valbarhet till en tredje valperiod, tillkännagav Fujimori åter sitt kandidatskap. Han valdes och var Perus president under tiden 28 juli 2001–28 juli 2006.
Toledo tillkännagav den 10 november 2010 att han skulle ställa upp i presidentvalet i april 2011.
Den 16 juli 2019 greps Toledo i USA för utlämning till Peru, enligt Fiscalía del Perú. Den 8 augusti begärde Graham Archer, den tidigare presidentens offentliga försvarare, en begäran om borgen inför den amerikanske domaren Thomas S. Hixson. Den 12 september 2019 beslutade domaren att hans begäran om omprövning inte kunde tillåtas. Den 19 mars 2020 beviljades han dock borgen.
I februari 2023 beviljade USA:s utrikesdepartement den utlämning som Peru begärt för korruptionsbrott. I april 2023 beordrade en amerikansk domare att han skulle gripas i utlämningssyfte. Senare, den 22 april, resten Toledo från Los Angeles till Peru där han överfördes till Barbadillo-fängelset. I oktober samma år inleddes rättegången mot honom. Den 12 juli 2024 gick han med i Partido Demócrata Verde (”det gröna demokratiska partiet”).

## Dömd för korruption
Alejandro Toledo blev den andre peruanska presidenten som dömts för korruption. Den första var Alberto Fujimori (avliden 2024). Toledo dömdes den 22 oktober 2024 till fängelse i 20 år och 6 månader för brott som uppdagats i undersökningen Operacão Lava Jato ("Operation biltvätt") och för penningtvätt.